# Kanianka
Kanianka (allemand : Genkingen, hongrois : Kányahegy) est un village de Slovaquie situé dans la région de Trenčín.

## Histoire
La première mention écrite du village date de 1479.

## Démographie

### Évolution de la population
| Année:               | 1994. | 2004.   | 2014.   | 2024.   |
| -------------------- | ----- | ------- | ------- | ------- |
| Nombre de personnes: | 3642  | 3990    | 4132    | 3802    |
| Différence:          |       | +9,55 % | +3,55 % | -7,98 % |

| Année:               | 2023. | 2024.   |
| -------------------- | ----- | ------- |
| Nombre de personnes: | 3846  | 3802    |
| Différence:          |       | -1,14 % |